# Siegfried IV. von Algertshausen
Siegfried IV. von Algertshausen (auch von Algishausen) († 26. Juni 1288 in Augsburg) war von 1286 bis 1288 Bischof von Augsburg. Er entstammte dem hochstiftischen Geschlecht der Herren von Algishausen (heute Algertshausen). 

## Leben
Über das Leben Siegfrieds vor der Weihe zum Bischof ist nur wenig überliefert. Nach dem Besuch der Augsburger Domschule übernahm er frühestens ab 1255 das Amt des Domkanonikers. Im Jahre 1263 wurde Siegfried zum Archidiakon ernannt und als Propst von Buxheim tritt er ab 1269 in Erscheinung. 
Im Juli 1286 wurde Siegfried zum Nachfolger des verstorbenen Bischofs Hartmann von Dillingen erwählt. Seine Bischofsweihe empfing er dann auf dem deutschen Nationalkonzil in Würzburg im März 1287. Nach kurzer Amtszeit verstarb der als mildtätig und großherzig beschriebene Bischof am 26. Juni 1288. Man bestattete ihn im Augsburger Dom vor dem Kreuzaltar.
Kurz vor seinem Tod vermachte er seine Besitztümer, zu denen auch das Schloss Pfersee und die Pfladermühle zählten, dem Hochstift Augsburg. Zudem überließ er mehrere Häuser und Hofstätten dem Domkapitel. 